# Mictochroa farona
Mictochroa farona là một loài bướm đêm trong họ Noctuidae.